# Djetinjci
Djetinjci su obiteljski običaj na drugu adventsku nedjelju, odnosno na treću nedjelju prije Božića. Kao hrvatski božićni običaj karakterističan je za dijelove južne Dalmacije, istočne Hercegovine i među Bunjevcima. Naziva se još Ditići, Djetići, Ditinci, Đetinjci, Mladenci.
Običaji se razlikuju od kraja do kraja, no zajednička im je šala na račun djeteta. Stariji članovi obitelji tada „prijete” djeci, vezuju ih, na što ih djeca darovima udobrovoljavaju.
Običaj je dio cjeline s istovjetnim otkupom majki (materice) treće nedjelje adventa te očeva (oci, očići) četvrte adventske nedjelje.
Sličan običaj postoji i među pravoslavnim vjernicima, u treću nedjelju pred Božić po julijanskom kalendaru, koja pada nakon blagdana sv. Nikole, pa obično „sv. Nikola u nedjelju ujutro djeci donosi darove”.

### Članci
- Dragić, Marko. 2008. Advent u liturgiji i narodnoj kulturi Hrvata. Crkva u svijetu. Katolički bogoslovni fakultet Sveučilišta u Splitu. Split. 43 (3): 414–440